# Chu Thiên Thư
Chu Thiên Thư (tiếng Trung giản thể: 朱天舒, bính âm Hán ngữ: Zhū Tiānshū, sinh tháng 5 năm 1968, người Hán) là chính trị gia nước Cộng hòa Nhân dân Trung Hoa. Ông là Ủy viên dự khuyết Ủy ban Trung ương Đảng Cộng sản Trung Quốc khóa XX, hiện là Thường vụ Tỉnh ủy Cam Túc, Bí thư Thành ủy Lan Châu, Bí thư Ủy ban Công tác Đảng Tân khu Lan Châu. Ông từng là Phó Bộ trưởng Bộ Cựu chiến binh; Phó Tỉnh trưởng Cát Lâm.
Chu Thiên Thư là đảng viên Đảng Cộng sản Trung Quốc, học vị Cử nhân Kế toán, Thạc sĩ Kinh tế học, Kế toán sư cao cấp. Ông có sự nghiệp gần 30 năm công tác ở Cát Lâm trước khi được điều chuyển tới những cơ quan, địa phương khác của Trung Quốc.

## Xuất thân và giáo dục
Chu Thiên Thư sinh vào tháng 5 năm 1968 ở huyện Tú Thiên thuộc chuyên khu Hoài Âm, nay là địa cấp thị Tú Tiên thuộc tỉnh Giang Tô, Cộng hòa Nhân dân Trung Hoa. Ông lớn lên và tốt nghiệp cao trung ở Tú Thiên, đến tháng 8 năm 1986 thì nhập học hệ kế toán của Học viện Kinh tế lương thực Nam Kinh – nay là Đại học Tài chính Kinh tế Nam Kinh, tốt nghiệp cử nhân kế toán vào tháng 7 năm 1990. Tháng 9 năm 1993, ông tới Trường Xuân theo học khóa tại chức ở trường quản lý kinh tế của Đại học Công nghiệp Cát Lâm về quản lý kinh tế đối ngoại cho đến tháng 12 năm 1995. Rồi đến tháng 9 năm 2001, ông theo học chương trình nghiên cứu sinh tại chức sau đại học về kinh tế thế giới ở Viện nghiên cứu Đông Bắc Á của Đại học Cát Lâm, nhận bằng Thạc sĩ Kinh tế học vào tháng 7 năm 2003. Chu Thiên Thư được kết nạp Đảng Cộng sản Trung Quốc vào tháng 9 năm 1994, từng tham gia khóa bồi dưỡng huấn luyện cán bộ trung, thanh niên từ tháng 3 năm 2009 đến tháng 1 năm 2010, từ tháng 3 năm 2015 đến tháng 1 năm 2016 ở Trường Đảng Trung ương Đảng Cộng sản Trung Quốc.

## Sự nghiệp

### Thời kỳ đầu
Tháng 7 năm 1990, sau khi tốt nghiệp trường Nam Kinh, Chu Thiên Thư được phân về quê nhà Tú Thiên để bắt đầu công tác ở vị trí cán bộ Sở Quản lý lương thực, dầu của hương Chi Khẩu – đơn vị hành chính cấp hương, trấn. Sau đó hơn 1 năm thì ông được chuyển sang Chính phủ hương Chi Khẩu, rồi chuyển tiếp tới làm cán bộ Văn phòng Thị ủy Tú Thiên từ đầu năm 1992. Tháng 10 năm này, ông được điều sang Nhà máy 5704 của Quân Giải phóng Nhân dân Trung Quốc – công xưởng chuyên dụng để sản xuất thiết bị hàng không – để làm kiểm toán viên của Phòng Kiểm toán thuộc Xưởng Kế toán tổng trang bị phi cơ trong nhà máy. Đến tháng 1 năm 1994, ông được thăng chức làm Phó Chủ nhiệm Xưởng Đồng hồ điện, rồi Phó Xưởng trưởng phân xưởng dân dụng, Phó Trưởng phòng Quản lý xí nghiệp. Tháng 5 năm 1996, sau khi hoàn thành khóa học kinh tế đối ngoại ở trường Công nghiệp Cát Lâm, ông được phân công làm Phó Tổng kinh tế sư kiêm Trưởng phòng Quản lý xí nghiệp của nhà máy, là Kế toán sư của phòng từ tháng 6 năm 1997, rồi Trợ lý Giám đốc Công ty dân dụng 5701 từ đầu năm 1998.

### Cát Lâm
Tháng 7 năm 1998, Chu Thiên Thư được điều tới Cát Lâm, về địa cấp thị cùng tên Cát Lâm làm Phó Chủ nhiệm Ủy ban Kinh tế Thương mại Chính phủ địa cấp thị này. Vào tháng 5 năm 1999, ông được chuyển chức làm Phó Chủ nhiệm Ủy ban Kế hoạch phát triển Cát Lâm, giữ chức cho đến tháng 1 năm 2003 thì được bổ nhiệm làm Trợ lý Thị trưởng Cát Lâm. Tháng 1 năm 2005, ông nhậm chức Phó Thị trưởng Cát Lâm, sau đó 5 năm thì được bầu vào Ủy ban Thường vụ Thị ủy Cát Lâm. Trong giai đoạn 2010–14, ông được phân công tham gia chương trình Cát Lâm hỗ trợ Tân Cương, làm Tổng lãnh đội cán bộ Cát Lâm, Tổng chỉ huy Bộ Chỉ huy tiền phương của tỉnh tại Tân Cương, và cũng kiêm nhiệm là Phó Bí thư Địa ủy Altay của Tân Cương. Vào tháng 5 năm 2014, ông được điều tới thành phố Rason của Triều Tiên làm Chủ nhiệm Văn phòng Tiểu tổ lãnh đạo Khu hợp tác kinh tế mậu dịch Rason Trung–Triều, đồng thời là Phó Cục trưởng Cục hợp tác kinh tế kỹ thuật Cát Lâm, cấp chính sảnh. Sang tháng 2 năm 2016, ông đươc điều lên Chính phủ Nhân dân tỉnh Cát Lâm, giữ chức Sảnh trưởng Sảnh Công nghiệp và Thông tin hóa, rồi thăng chức làm Phó Tỉnh trưởng Cát Lâm từ tháng 1 năm 2018.

### Trung ương và Cam Túc
Tháng 9 năm 2019, Chủ Thiên Thư được điều lên trung ương, nhậm chức Phó Bộ trưởng Bộ Cựu chiến binh, Thành viên Đảng tổ bộ, và Ủy viên Ủy ban Chỉ đạo kiến thiết văn minh tinh thần Trung ương. Tháng 5 năm 2021, ông được điều về tỉnh Cam Túc, được chỉ định vào Ủy ban Thường vụ Tỉnh ủy Cam Túc, điều về thủ phủ Lan Châu nhậm chức Bí thư Thành ủy kiêm Bí thư thứ Nhất Ủy ban Công tác Đảng Tân khu Lan Châu. Năm 2022, ông được bầu là đại biểu của đoàn Cam Túc dự Đại hội Đảng Cộng sản Trung Quốc lần thứ XX. Trong quá trình bầu cử tại đại hội, ông được bầu là Ủy viên dự khuyết Ủy ban Trung ương Đảng Cộng sản Trung Quốc khóa XX.